# Samnam-eup
Samnam-eup (koreanska: 삼남읍) är en köping i landskommunen Ulju-gun som i sin tur är en del av stadskommunen Ulsan i den sydöstra delen av Sydkorea, 300 km sydost om huvudstaden Seoul. Samnam-eup ligger cirka 20 kilometer väster om Ulsans centrum.
Orten hade tidigare status av socken (Samnam-myeon), men fick status av köping 1 november 2020.
I Samnam-eup ligger Ulsans järnvägsstation på höghastighetsjärnvägen KTX. Den ska inte förväxlas med Taehwagang station i centrala Ulsan, som hette Ulsan fram till dess att KTX invigdes 2010.